# Сент-Меріс (річка, Флорида і Джорджія)
Сент-Мерис — річка на північному заході штату Флорида, що належить до сточища Атлантичного океану.
Довжина 203 км. Бере початок на болоті Окіфінокі, протікає по кордону штатів Флорида й Джорджія й впливає у Атлантичний океан на півночі від міста Джексонвілл.